# مسدس PSM
مسدس psm هو مسدس نصف آلي صمم من قبل تصميم مكتب تولا في عام 1969 باعتباره سلاح ناري للدفاع عن النفس لإنفاذ القانون وضباط الجيش من الاتحاد السوفيتي. دخل المسدس الإنتاج في مصنع إيجيفسك الميكانيكي في عام 1973. وهو عيار 5.45 × 18MM مع مخزن بثمان طلقات .

## المستخدمين
- أرمينيا[1]
- أذربيجان[1]
- روسيا البيضاء[1] - custom service[2]
- بلغاريا[1]
- جورجيا[1]
- كازاخستان[1] - الشرطة[3]
- قرغيزستان[1]
- لاتفيا[1]
- مولدوفا[1]
- منغوليا[1]
- روسيا[1]
- طاجيكستان[1]
- تركمنستان[1]
- أوكرانيا[1]
- أوزبكستان[1]

## وصلات خارجية
- Modern Firearms
- Shotgun News